# MacBook Air
 Der er for få eller ingen kildehenvisninger i denne artikel, hvilket er et problem. Du kan hjælpe ved at angive troværdige kilder til de påstande, som fremføres i artiklen.

MacBook Air er en serie af ultralette Macintosh-computere fra Apple Inc.. Den første model blev introduceret af Steve Jobs ved Macworld Conference & Expo den 15. januar 2008. Serien er generelt opfattet som blandt de tyndeste computere på markedet. Den nyeste model er blot 0,3 cm. tyk på det tyndeste sted, og måler 1,7 cm. på det tykkeste.

## Beskrivelse
For at reducere maskinens størrelse og vægt fjernede Apples ingeniører en del egenskaber som længe har været standard på deres bærbare computere. Brugere kan købe en ekstern USB SuperDrive, eller bruge den indbyggede software som kaldes Remote Disc for at få adgang til den optiske station på en anden maskine. Det er også Apples første bærbare computer siden den oprindelige iBook som mangler en FireWire-port. Den mangler også Ethernet-udgang, men det er muligt at købe en ekstern enhed som giver Ethernet-tilgang via USB.
Maskinen har det magnetiske låsesystem fra de nu udgåede hvide plastik MacBooks og aluminiumskarosseri som MacBook Pro. Styrefladen har mulighed for at udføre såkaldte Multi-touch-bevægelser, akkurat som iPhone, noget som er en forbedring i forhold til styrefladen på tidligere bærbare computere fra Apple.

### "Verdens tyndeste"
De første MacBook Airs blev af Apple Inc. kaldt i en pressemeddelelse for "verdens tyndeste bærbare computer. Dette skete på trods for at der var blevet produceret maskiner som var lidt tyndere, bl.a. HP/Mitsubishi Pedion i 1997 og Toshiba Portege 2000.
Dog har disse aldrig være masseproduceret.

### Remote disc
MacBook Air kan trådløst få tilgang til en optisk station på en anden Mac eller Windows PC som har installeret programmet Remote Disc, på denne måde kan software som ligger på en CD eller DVD installeres. Systemprogrammet som følger med maskinen på DVD kan også reinstalleres på denne måde. Remote Disc støtter opstart over netværket, så at MacBook Air kan starte fra installations-DVD'en selv om den er i en anden computers optiske station.

### Reparationer
I modsætning til Apples andre bærbare computere, har ikke MacBook Air nogen dele som sådan kan skiftes af brugeren selv. Harddisken, internhukommelsen og batteriet er forseglet i maskinen. Derfor kræver det specielle skruetrækkere og viden om opbygningen af Macbook Air, for at udskifte nogle dele.